# Белая Роща (Красноярский край)
Белая Роща — посёлок в Ужурском районе Красноярского края России. Входит в состав Крутоярского сельсовета.

## География
Посёлок расположен в 37 км к северу от районного центра Ужур.

## История
В 1976 г. Указом Президиума ВС РСФСР поселок  отделения № 2 Андроновского совхоза переименован в Белая Роща.

## Население
| 2010 |
| ---- |
| 214  |